# 1991 Darwin
1991 Darwin è un asteroide della fascia principale. Scoperto nel 1967, presenta un'orbita caratterizzata da un semiasse maggiore pari a 2,2492859 UA e da un'eccentricità di 0,2073412, inclinata di 5,91479° rispetto all'eclittica.
L'asteroide è dedicato al naturalista britannico Charles Darwin.